# Likwidacja Heinricha Krafta
Likwidacja Heinricha Krafta – zamach dokonany 1 kwietnia 1944 przez członków Kedywu Armii Krajowej na szefie siedleckiego Kripo SS-Sturmscharführerze Heinrichu Krafcie .

## Historia
Zamach miał miejsce w Siedlcach i dokonał go Oddział Kedywu Obwodu AK Siedlce pod dowództwem ppor. Czesława Dylewicza „Krukowskiego”. Jednym z uczestników akcji był także Witalis Skorupka. Eliminacja Krafta dokonana została w czasie akcji zaopatrzeniowej w lokalnym oddziale Spółdzielni Handlowo-Rolniczej „Rolnik”, która po przejęciu przez władze okupacyjne zarządzana była przez Niemców .
Akcja rozpoczęła się o godz. 11. Żołnierze Kedywu sterroryzowali obsługę i wdarli się do środka lokalu spółdzielni. Dla zmylenia tropów akowcy posługiwali się w czasie napadu językiem rosyjskim, aby rzucić podejrzenie na radzieckich partyzantów i ochronić lokalną społeczność przed późniejszymi szykanami i represjami za atak .
O ataku na spółdzielnię poinformowany został lokalny oddział niemieckiej służby bezpieczeństwa pod dowództwem Heinricha Krafta, który podjął interwencję. Funkcjonariusze Kripo przyjechali na miejsce akcji służbowym mercedesem i wbiegli do budynku spółdzielni, gdzie wywiązała się strzelanina z oddziałem AK. W jej wyniku zginął szef Kripo Heinrich Kraft, jego szofer Alfons Metz oraz 1 volksdeutsch. Nazwisko Krafta znajdowało się na liście niemieckich przedstawicieli aparatu terroru przeznaczonych do eliminacji – objęty był tzw. Akcją Topiel .